# William Burton (Politiker, 1789)
William Burton (* 16. Oktober 1789 im Sussex County, Delaware; † 5. August 1866 in Milford, Delaware) war ein US-amerikanischer Politiker und von 1859 bis 1863 Gouverneur des Bundesstaates Delaware.

## Frühe Jahre und politischer Aufstieg
William Burton studierte nach der Grundschule an der University of Pennsylvania Medizin. Danach praktizierte er eine Zeit lang in Lewes und dann in Milford. Im Jahr 1827 wurde er als Brigadegeneral Mitglied der Miliz. Zwischen 1830 und 1834 war er Sheriff im Kent County. Zu dieser Zeit war er Mitglied der Whigs. Da er mit der Haltung seiner Partei in der Frage der Sklaverei nicht einverstanden war, wechselte er im Jahr 1848 zur Demokratischen Partei. Seine darauf folgende Kandidatur für das Amt des Gouverneurs im Jahr 1854 blieb erfolglos. Vier Jahre später schaffte er aber doch den Sprung in das höchste Amt seines Staates.

## Gouverneur von Delaware
William Burton trat seine vierjährige Amtszeit am 18. Januar 1859, dem Vorabend des Amerikanischen Bürgerkriegs, an. Zu dieser Zeit gab es in Delaware relativ wenige Sklavenhalter und Sklaven. Dennoch sympathisierten Teile der Bevölkerung von Delaware mit den Konföderierten, andere bevorzugten den Kurs der Staaten der Union. Die Strategie der Neutralität, unter Berufung auf die Rechte der Einzelstaaten und einer damit einhergehenden Abschottung gegen die versuchte Einflussnahme der anderen Bundesstaaten, ließ sich nicht lange aufrechterhalten. Bald kam es auch in Delaware zu politischen Konflikten zwischen den beiden Lagern, auch wenn diese nicht mit derselben Brutalität wie in anderen Grenzstaaten geführt wurden. Wie viele seiner Landsleute war Burton gegen die Abschaffung der Sklaverei. Dennoch sprach er sich gegen einen möglichen Austritt seines Staates aus der Union aus. Auch die Legislative war nicht für einen Beitritt zu den Konföderierten Staaten zu gewinnen. Delaware blieb damit Teil der Union.
Der Gouverneur unterstützte diese allerdings nicht direkt. So weigerte er sich, die Miliz den Unionstruppen zu unterstellen. Stattdessen rief er zum freiwilligen Eintritt in die Armee der Nordstaaten auf. Diesem Ruf folgten prozentual mehr Bewerber als in irgendeinem anderen Staat der Union. Diese Tatsache wurde von Präsident Abraham Lincoln ausdrücklich gewürdigt.
Im Jahr 1862 riefen lokale Führer der Republikanischen Partei Unionstruppen als Wahlbeobachter nach Delaware, da der Verdacht der Manipulation aufgekommen war. Im Nachhinein betrachtet war diese Maßnahme ein taktischer Fehler. Die meisten Bürger von Delaware wurden von diesem Vorgehen abgeschreckt. Als Ergebnis hatten die Republikaner in den folgenden 40 Jahren in Delaware einen schweren Stand bei den Wählern. Erst im Jahr 1895 wurde mit Joshua H. Marvil einer der ihren zum Gouverneur gewählt.

## Weiterer Lebenslauf
Nach dem Ende seiner Gouverneurszeit am 20. Januar 1863 zog sich Burton aus der Politik zurück. Er wurde wieder als Arzt tätig und verstarb im August 1866. Gouverneur Willam Burton war zweimal verheiratet und hatte eine Tochter.